# نور سرد روز (فیلم ۲۰۱۲)
نور سرد روز (به انگلیسی: The Cold Light of Day) فیلمی است محصول سال ۲۰۱۲ و به کارگردانی مبروک المکری. در این فیلم بازیگرانی همچون هنری کویل، بروس ویلیس، سیگورنی ویور، ورونیکا اچگی، کارولین گودال، رافی گراورن، اسکار جانادا، اما همیلتون، جوزف ماول، مایکل بود، جیم پوداک، پالوما بلوید، رشدی زیم و کالم مینی ایفای نقش کرده‌اند.